# Mechroha
Mechroha est une commune de la wilaya de Souk Ahras en Algérie, située à 21 km au nord-ouest de Souk Ahras et à 58 km au sud-est de Guelma.

## Géographie

### Situation
Le territoire de la commune de Mechroha se situe au nord de la wilaya de Souk Ahras.
| ? (wilaya de Guelma) | ? (wilaya de Guelma) | ? (wilaya d'El Tarf) |
| ? (wilaya de Guelma) | Mechroha             | Ouled Driss          |
| ? (wilaya de Guelma) | Hanancha,Souk Ahras  | Ouled Driss          |

### Localités de la commune
La commune de Mechroha est composée de trente-cinq localités :
- Aïn Affra
- Aïn Beida
- Aïn Seynour
- Bouchaïb
- Boufanaha
- Choref
- Dakhla
- Dardara
- El Blida
- El Hamamine
- El Mezaraâ
- El Mouïha El Beida
- Guigba
- Hadjadia
- Kef Rakhma
- Mahbouba
- Mechroha
- Mechta Aïssa
- Mechta Aoun Esbaya
- Mechta Chaabet Allouche
- Mechta Djemala
- Mechta Sidi Salem
- Meghassel
- Messen
- Oum Douab
- Ouakalet Naama
- Ouassaâ
- Oued Dhiab
- Ramlia
- Remal Lahsane
- Resgoun Drida
- Sidi Abdellah
- Sidi Boularbague
- Sidi Moumen
- Zahara

## Histoire
Mechroha était connue durant la colonisation française sous le nom de Laverdure.
Laverdure faisait partie de la commune mixte de La Séfia de 1867 à 1958, année où elle fut élevée au rang de commune de plein exercice. L'entité de la commune mixte de La Séfia (nom d'une chaine de montagne qui traversait le caidat des Séfia) était constitué de quatre centres de colonisation (Laverdure, Aïn Seynour, Vilars et Fauvelle) et de onze douars. Le village de Laverdure comptait, au recensement de 1954, 629 habitants (dont 150 européens)